# Larnach Castle

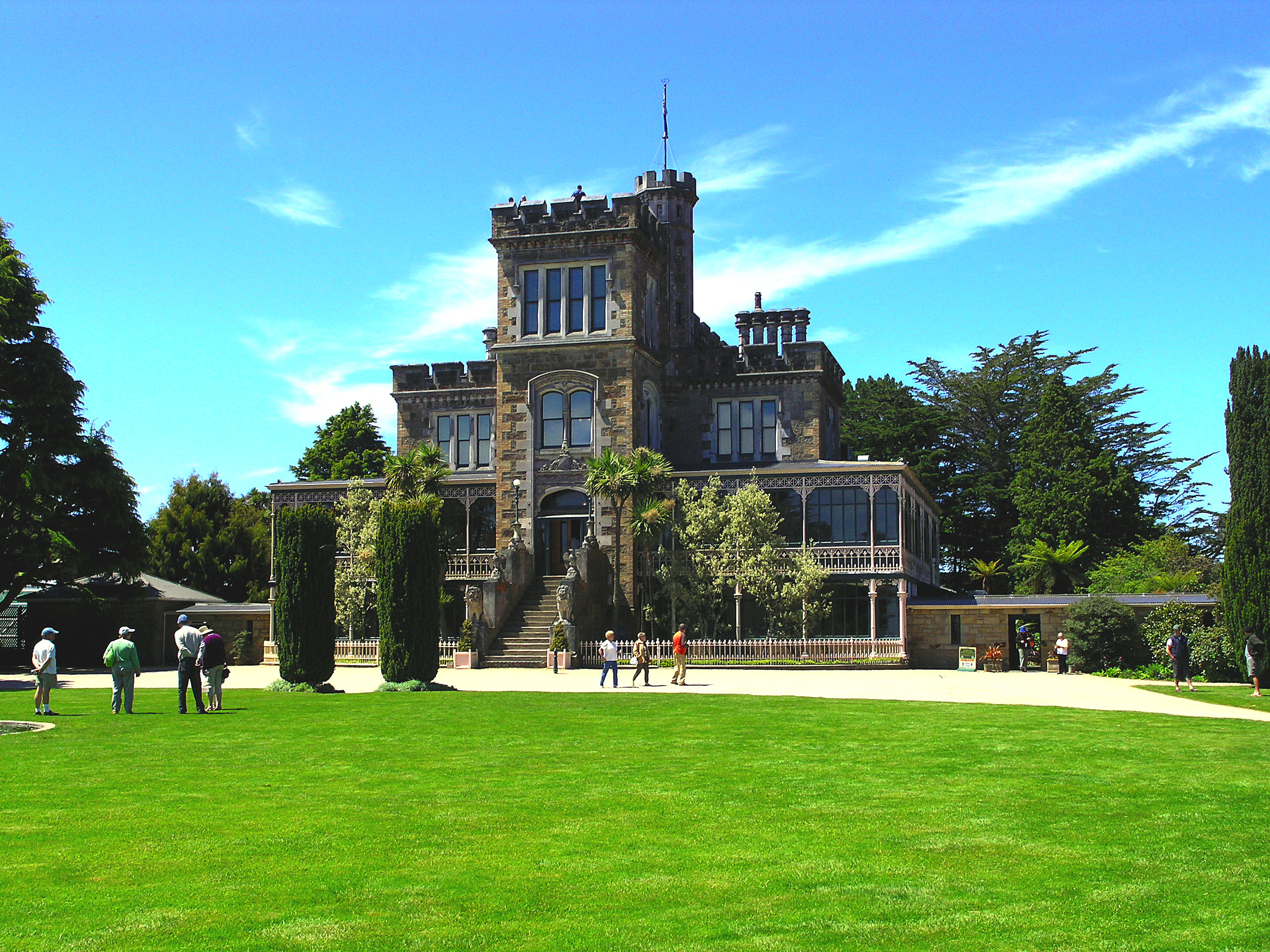
Larnach Castle

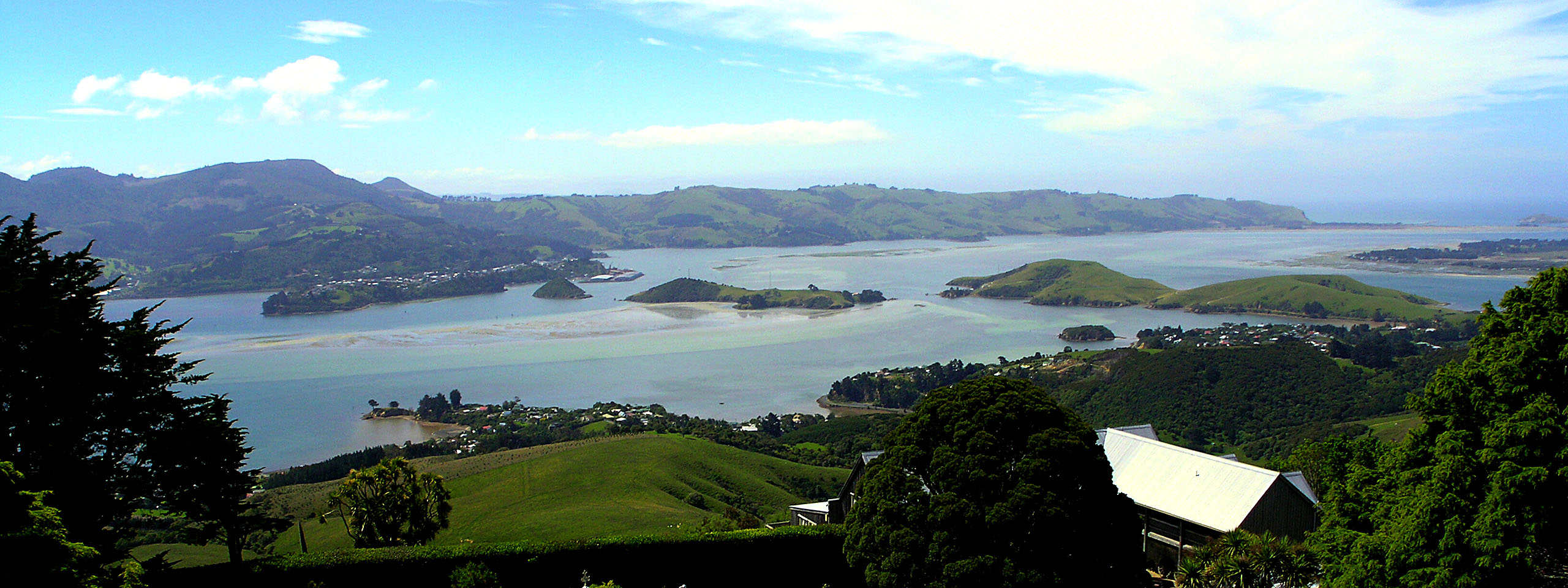
Blick vom Turm des Larnach Castle aus nach Norden,
Otago Harbour, Otago Peninsula

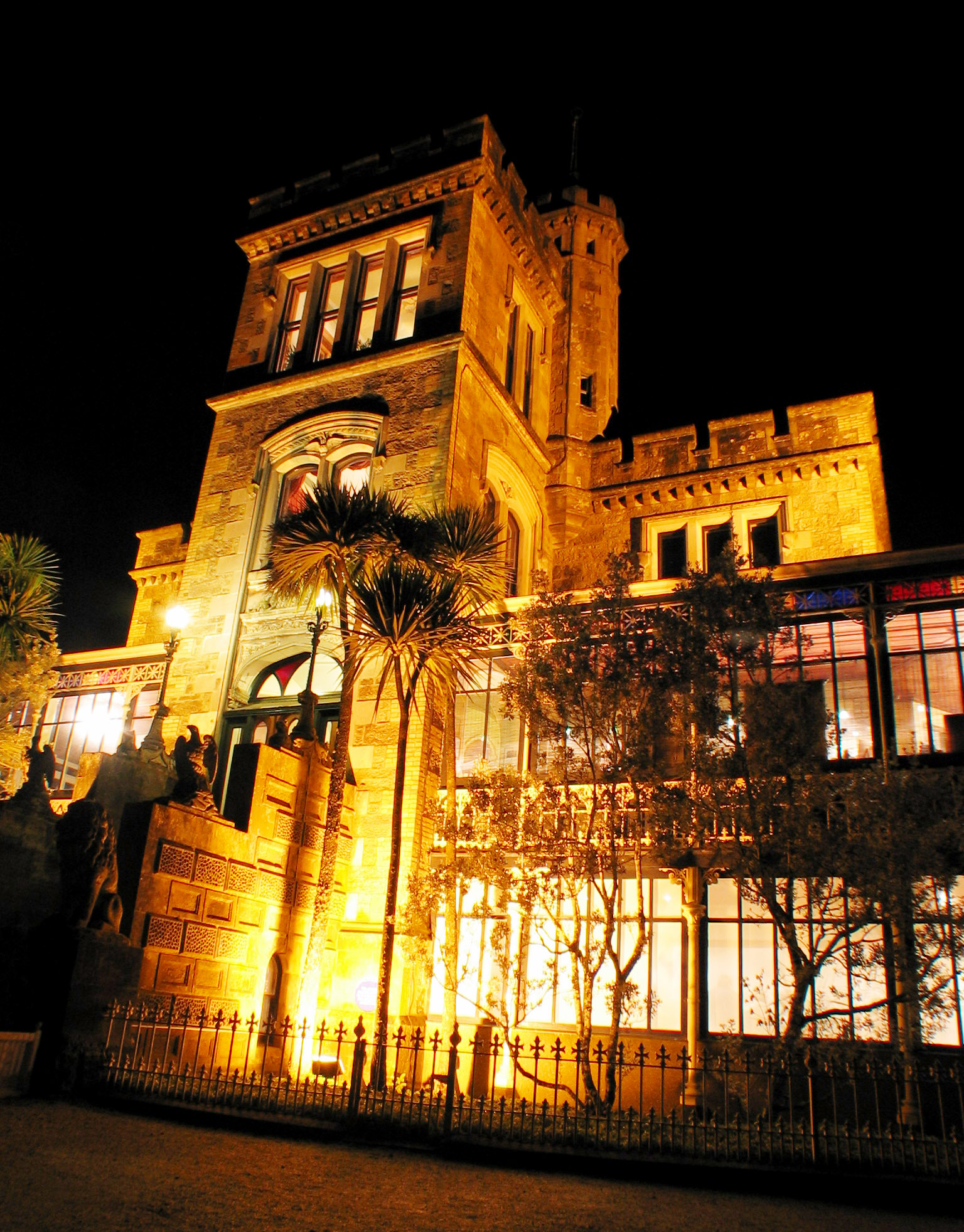
Larnach Castle bei Nacht

Larnach Castle in Dunedin, Neuseeland, ist eine Industriellenvilla aus der zweiten Hälfte des 19. Jahrhunderts.

## Geographie
Die Villa, die von Neuseeländern gerne als das einzige castle (Burg) Neuseelands bezeichnet wird, liegt rund 15 km vom Stadtzentrum von Dunedin entfernt auf einem der Hügel der Otago Peninsula, mit einem beeindruckenden Rundumblick über Otago Harbour, den Pazifischen Ozean und die Halbinsel selbst.

## Beschreibung
Larnach Castle, benannt nach seinem Besitzer William Larnach (1833–1898), Bankier, Geschäftsmann und Politiker, wurde von 1871 an in dreijähriger Bauzeit von dem neuseeländischen Architekten Robert Lawson (1833–1902) erbaut und von Larnachs Familie 1874 bezogen.
Nach Fertigstellung der Villa rühmte man das Bauwerk als eines der elegantesten und beeindruckendsten Privathäuser Neuseelands. Die Architektur von Larnach Castle wird gelegentlich dem schottischen Baronialstil zugeordnet. Das trifft aber nicht ganz zu, denn die Villa, mit der Kombination aus einem an einen gotischen Wohnturm erinnernden Mittelteil und den beiderseits davon befindlichen verglasten Veranden mit gusseisernen Trägern, ist ein typisches Bauwerk der viktorianischen Zeit. Nur die Mittelfassade mit den Gesimsbändern, den hohen, schmalen Fenstern, dem Zinnenkranz und dem kleinen Aussichtsturm auf dem Flachdach verleiht der Villa ihr burgähnliches Erscheinungsbild. Das Innere des Gebäudes war nicht weniger aufwendig ausgeführt. Marmor aus Italien, Stein aus Aberdeen, venezianisches Glas, exotische Hölzer und aus Europa geholte Kunsthandwerker zeigten, dass hier nicht irgendein Haus entstehen sollte. 200 Männer arbeiteten drei Jahre lang an der Villa, und zwölf weitere Jahre sollte es dauern, bis auch die Inneneinrichtung fertiggestellt war. Als Geschenk zum 21. Geburtstag seiner Tochter Kate ließ Larnach 1884 die Villa um einen ca. 280 Quadratmeter großen Ballsaal ergänzen. Es wurde damals öffentlich geschätzt, dass die Kosten für die Villa um 150.000 Pfund betragen haben müssen.

## Geschichte
Nach dem Suizid Larnachs am 12. Oktober 1898 wurde die Villa 1900 mit allem Hab und Gut versteigert und als Erholungsheim für Nonnen verwendet. 1906 ging Larnach Castle in den Besitz der Regierung über und wurde bis 1918 als Hospital genutzt. Danach ungenutzt, war das Anwesen dem Vandalismus preisgegeben. 1927 kaufte die Familie Purdie das Anwesen, restaurierte die Villa und nutzte sie als Ausstellung für Antiquitäten. Ohne weiterhin genutzt zu werden, wechselte das Anwesen von 1939 an noch dreimal den Besitzer, bis schließlich 1967 die Familie Barker das Anwesen mit der mittlerweile verfallenen Villa kaufte. Mit viel Sinn für Details wurde die Villa restauriert; man versuchte, sie wieder in den ursprünglichen Zustand zu versetzen. Heute ist Larnach Castle nicht nur eine der bekanntesten touristischen Attraktionen Dunedins und Neuseelands, es ist auch Luxusherberge und Veranstaltungsort für die verschiedensten Veranstaltungen geworden.